# Деркач Григорій Іларіонович
Григо́рій Іларіо́нович Дерка́ч (26 березня 1932, Вишневе Гуляйпільського району Запорізької області — 7 вересня 1969) — український хімік-органік, член-кореспондент АН УРСР — 1967.

## Життєпис
Закінчив хіміко-технологічний факультет Дніпропетровського металургійного інституту в 1954 році. Доктор хімічних наук — 1965, професор — 1966.
Працював в 1954—1955 роках лаборантом кафедри органічної хімії, з 1955 по 1958-й навчався в аспірантурі. У 1958-1959-х — молодший науковий співробітник, в 1959—1963 — старший науковий співробітник лаюораторії інсектицидів, в 1963-1966-х — завідувач відділу хімії елементоорганічних ізоціанатів, з 1966 року — заступник директора з наукової роботи Інституту органічної хімії АН УРСР. 1967 — член-кореспондент НАНУ.
1967 року АН СРСР направляє його до наукового відрядження в ФРН — вивчати фосфорорганічні сполуки у Гейдельберзькому університеті.

Могила Григорія Деркача, Байкове кладовище

Нагороджений орденом «Знак пошани» — 1967, за досягнуті успіхи в розвитку народного господарства СРСР — срібною медаллю ВДНГ СРСР, 1968.
Загинув на 38-му році життя у автомобільній пригоді в Карпатах 7 вересня 1969 року. Похований разом із родиною на Байковому кладовищі (ділянка № 26, 50°25′8.10″ пн. ш. 30°30′15.20″ сх. д. / 50.4189167° пн. ш. 30.5042222° сх. д.).

## Наукова діяльність
Досліджував хімію органічних ізоціанатів та ізоціанатів фосфору. Автор більше 200 наукових праць. Зареєстровано 59 авторських свідоцтв на винаходи. Серед них — «Спосіб боротьби із захворюваннями рослин» за допомогою фосфорорганічних сполук — разом з Е. А. Шомовою та В. П. Рудавським.
Є засновником наукового напряму в царині хімії фосфороорганічних сполук — хімія ізоціанатів фосфору.
Серед його досягнень:
- розробив методи синтезу ізоціанатів кислот фосфору — на основі реакції окиснювального імінування сполук тривалентного фосфору діалкіловими естерами N-хлоріміновугільної кислоти,
- реакції амідів кислот п'ятивалентного фосфору з фосгеном або хлористим оксаліном,
- реакції взаємодії хлорангідридів кислот фосфору з ціанатом натрію,
- реакції фосфінових кислот з хлорформілізоціанатом.

Отримані ізоціанати фосфору використовуються для отримання гербіцидів, інсектицидів, лікарських препаратів, полімерних матеріалів.
Під його керівництвом були створені:
- нові фосфоровмісні антибластичні препарати,
- бактеріоциди,
- високоефективні інсектициди,
- комплексоутворювачі для важких металів
- фунгіциди.

Вийшла друком його робота «Хімічний захист рослин», 1963.

## Витоки
- Запоріжжя знаменні дати [Архівовано 28 квітня 2014 у Wayback Machine.]
- Національна бібліотека [Архівовано 19 березня 2013 у Wayback Machine.]